# Lepidagathis longisepala
Lepidagathis longisepala är en akantusväxtart som beskrevs av C. B. Cl.. Lepidagathis longisepala ingår i släktet Lepidagathis och familjen akantusväxter. Inga underarter finns listade i Catalogue of Life.